# کیک‌فلیپ
کیک‌فلیپ (انگلیسی: KickFlip; کره‌ای: 킥플립; لاتین‌نویسی اصلاح‌شده: Kikpeullip) گروه پسرانه اهل کره جنوبی است که توسط جی‌وای‌پی انترتینمنت مدیریت می‌شود.
این گروه متشکل از هفت عضو است: که‌هون، آمارو، دونگ‌هوا، جو وانگ، مین‌جه، کِی‌جو و دونگ‌هیون. این گروه در ۲۰ ژانویه ۲۰۲۵ با آلبوم چندآهنگه Flip It, Kick It! فعالیتش را آغاز کرد. بهترین ها.

## اعضا
برگرفته وبگاه رسمی کیک‌فلیپ
- که‌هون (کره‌ای: 계훈)
- آمارو (کره‌ای: 아마루)
- دونگ‌هوا (کره‌ای: 동화)
- جو وانگ (کره‌ای: 주왕)
- مین‌جه (کره‌ای: 민제)
- کِی‌جو (کره‌ای: 케이주)
- دونگ‌هیون (کره‌ای: 동현)